# Palazzo Carafa di Noja
Il Palazzo Carafa di Noja è un palazzo storico di Napoli, ubicato in via Monte di Dio.

## Storia e descrizione
Non si hanno notizie riguardo all'epoca di costruzione e al committente del palazzo e delle sue pertinenze. Si può ipotizzare la sua erezione nella prima metà del XVII secolo. La relazione censuaria delle proprietà sulla collina di Pizzofalcone effettuata da Antonio Galluccio nel 1689 attesta l'esistenza di due case contigue con giardino e villino di proprietà del reggente Diego de Soria, marchese di Crispano. Nel corso del secolo successivo passa ai Carafa di Noja e al suo proprietario Giovanni si deve la famosa Mappa che non rileva cambiamenti nella fisionomia del complesso. Nei primi decenni dell'Ottocento sempre i Carafa di Noja attuarono un profondo rifacimento del doppio edificio in stile neoclassico e ricostruirono un nuovo villino secondo la moda neopompeiana dell'epoca in fondo al giardino. Nella seconda metà dell'Ottocento i Carafa vendettero il palazzo, dando il via al processo di frazionamento che lo rende tuttora un condominio privato e dunque non visitabile.
Il palazzo è costituito da due corpi di fabbrica assemblati lungo un unico fronte con due portali dall'identico disegno che ne denunciano l'appartenenza "storica" a un unico proprietario. Al civico 66 oltrepassato l'androne (sulla cui volta è affrescato lo stemma dei Carafa della Stadera con tanto di motto di famiglia e alla cui destra vi è la scala di rappresentanza dalle interessanti geometrie), si raggiunge il cortile a pianta rettangolare oltre il quale vi è il giardino nobiliare, tra i meglio conservati della città con il suo corredo di flora pregiata, fontane e statue. Ulteriore elemento di pregio del giardino è il Villino Wenner, commissionato da Pompeo Carafa attorno al 1830 al posto di uno più antico come detto sopra. Dal viale Calascione, una delle "traverse" di via Monte di Dio, si può ammirare il prospetto posteriore, pendente sulla Grotta degli Spargari e caratterizzato da un loggiato scandito da colonne e delimitato da un parapetto con dei pilastrini sormontati da busti marmorei.

## Patrimonio artistico
Il patrimonio artistico Carafa Di Noja conservato nel tempo da Matilde Mannucci Droandi, discendente in linea materna  dalla nobile famiglia napoletana essendo sua madre Isabella (1889 - 1971) «figlia del duca Carlo dei Carafa di Noja e della francese Giuseppina Boudon», è stato acquisito per donazione dalla Galleria d'arte moderna  di Firenze nel 2002. Carlo Carafa, nato a Lucca nel 1851, aveva trascorso la sua gioventù a Napoli e a Firenze si occupò di letteratura e teatro, fondò anche riviste come Lo scacciapensieri, l'Alcione e Margellina. Sempre a Firenze, con lo pseudonimo di Nanchor, fondò la rivista domenicale Babilonia che ebbe tra i suoi collaboratori Matilde Serao. È stato scritto che attraverso questa donazione di Matilde Mannucci «dialogano alcune testimonianze dell'ambiente artistico partenopeo e toscano dell'Ottocento».

## Altre immagini

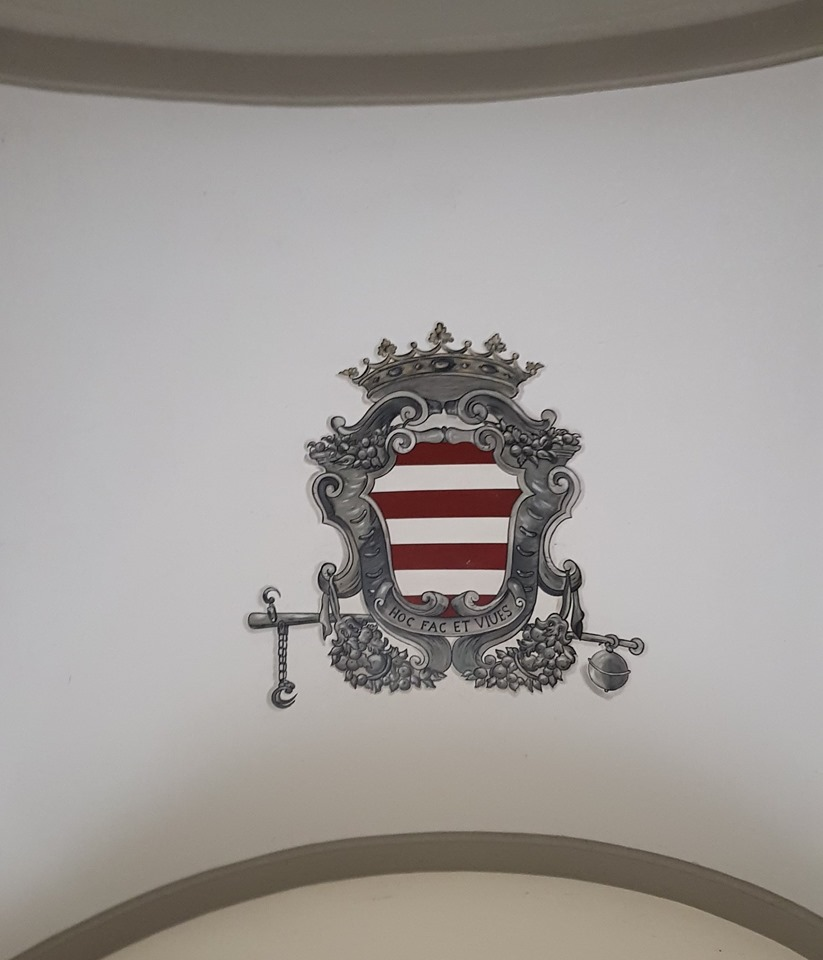
Stemma dei Carafa di Noja sulla volta dell'androne
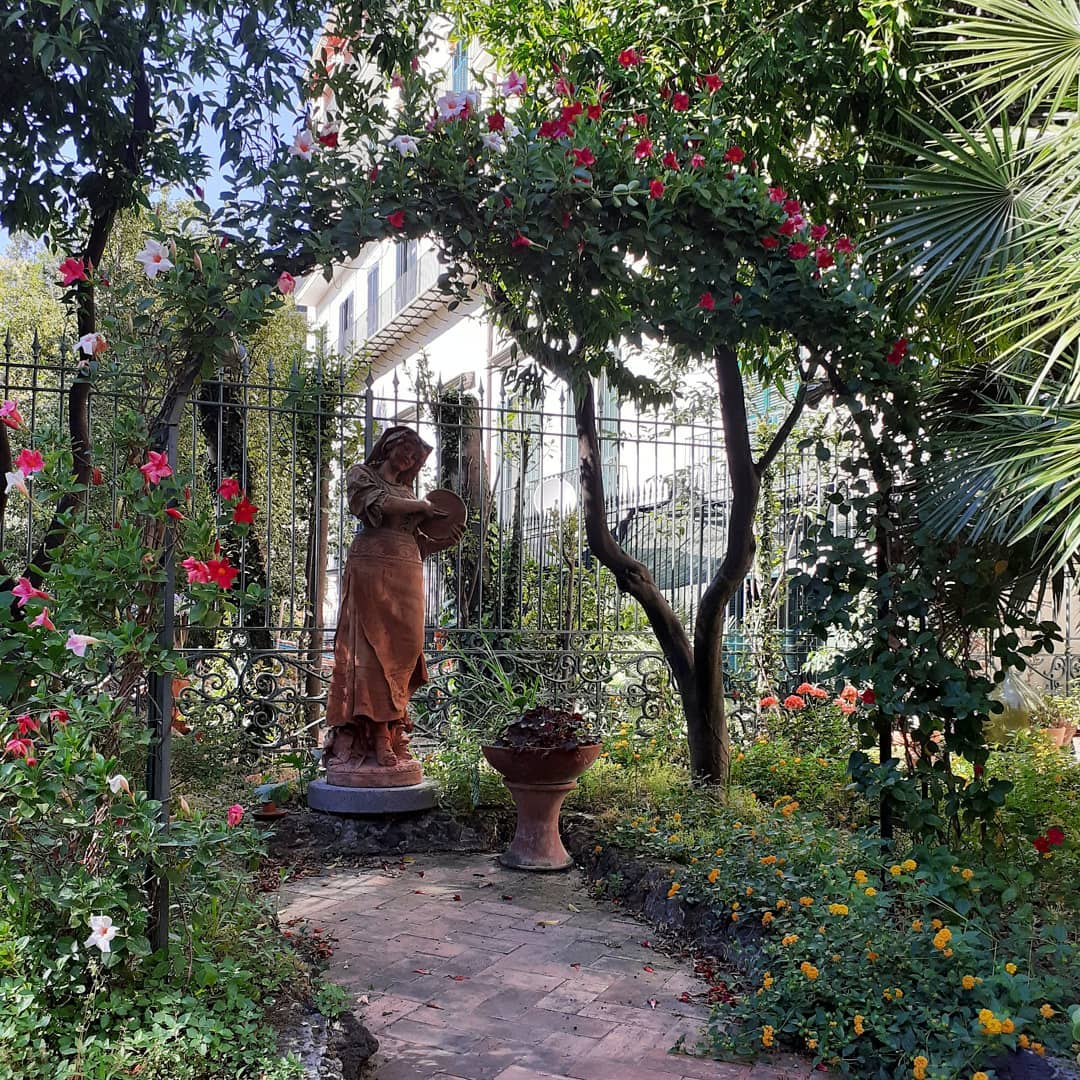
Una delle statue del giardino